# Crkva sv. Mikule u Starom Gradu
Crkva sv. Mikule (sv. Nikole) u Starom Gradu na Hvaru se nalazi na rubu grada, pokraj gradskog groblja. 

## Povijest
Prvi se puta spominje u 14. st. kao “ecclesia sancti Nicolai Civitatis Veteris“. Današnja je crkva sagrađena 1485. g. u prijelaznom gotičko-renesansnom stilu, a dograđena je u 16. st. Kako je sv. Mikula zaštitnik mornara, uz crkvu se oduvijek veže bratovština pomoraca koja se brinula o crkvi. U crkvi se tako nalaze zavjetni darovi pomoraca: modeli jedrenjaka i slike brodova u oluji. 

## Opis
U tlocrtu je crkva jednobrodna građevina s četverokutnom apsidom. Od najstarije crkve se sačuvala škropionica uz bočni ulaz s bradatim glavama na uglovima i križem u sredini. 
Na pročelju se nalazi renesansni portal iznad kojeg je luneta, a iznad nje je deseterolisna gotičko-renesansna rozeta. Na vrhu zabata je zvonik na preslicu. Bočni portal se nalazi na sjevernoj strani.
U unutrašnjosti se, na glavnom oltaru, nalazi drveni triptih (sv. Mikula, sv. Andrija, sv. Antun) od pozlaćenog drva, djelo mletačkog kipara Antonija Porija iz 1614. Tu je i 10 drvenih kipova apostola, rad Mlečanina Francesca Ciabatta iz 17. st, koji su do 1864. stajali u župnoj crkvi sv. Stjepana. Legenda kaže da su dva apostola mornari prodali za hranu i vino pri povratku iz Italije kada su, zbog nevremena, bili zadržani u Malom Lošinju. Crkva još ima oltare sv. Jeronima, Gospe od Navještenja i sv. Križa ili sv. Reparate. Na potonjem se nalazi sarkofag s moćima svetice-mučenice, nepoznate kršćanke iz Rima. Do ovog je oltara otvor koji povezuje crkvu s malom kamenom prostorijom dozidanom na južnoj strani crkve. U ovom se prostoru 1559. dala uzidati 25-godišnja Bračanka Lukrecija koju je narod prozvao uzidana picokara. Nakon smrti je ovdje pokopana.
Kipove je u 17. stoljeću izradio kipar A. Porri.

## Vanjske poveznice
|  | Zajednički poslužitelj ima još gradiva o temi Crkva sv. Mikule u Starom Gradu |